# 莫利奇莱班
莫利奇莱班（法語：Molitg-les-Bains，法語發音：[molit͡ʃ.le.bɛ̃]）是法国东比利牛斯省的一个市镇，位于该省中部略偏北，属于普拉德区。该市镇总面积12.96平方公里，2009年时的人口为216人。

## 人口
莫利奇莱班人口变化图示